# Scherben (Album)
Scherben ist das fünfte und letzte Studioalbum der Rockband Ton Steine Scherben.

## Entstehung
Für die Tour zur „Schwarzen“ '81/'82 wurden die Scherben umbesetzt. Rio Reiser sollte sich allein aufs Singen konzentrieren, dafür wurden zwei weitere Musiker gesucht. Man entschied sich für Keyboarder Martin Paul und Gitarrist Marius del Mestre. Nach der finanziell desaströsen (aber musikalisch erfolgreichen) Tour unter der Regie von Elser Maxwell kamen Claudia Roth und Misha Schoeneberg zur Organisation der Sommer-Tournee 1982 nach Fresenhagen. Schoeneberg, der schon auf der Wintertournee als Fahrer gearbeitet hatte, gestaltete ebenso das Bühnenlicht. Marius del Mestre erwies sich als übereifrig und seiner Rolle des Youngsters nicht gewachsen. Mit viel Jägermeister und Sprüchen wie „Ey, das ist Rock'n'Roll, Alter“ brachte er die von jeher sehr ernsthafte Studioarbeit der Scherben durcheinander. Warnungen schlug er in den Wind, so dass ihn Rio Reiser nach einem einstimmigen Gruppenbeschluss aller Scherben (bei einer Enthaltung) mit seinem Spruch „Ey, das ist Rock'n'Roll, Alter“ feuerte. Zur neuen Platte trug die ganze Scherbenbesetzung (auch Claudia Roth wie Misha Schoeneberg) Ideen zu Songs und Texten bei. Die endgültige Titel-Auswahl wurde nach einer geheimen Abstimmung beschlossen. R.P.S. Lanrue spielte seine Gitarrenlicks alleine. Musikalisch bricht das Album mit der Tiefe und Experimentierfreude der „Schwarzen“, es ist wieder erdiger und klarer, und kokettierte durchaus mit dem Mainstream jener Tage.

## Wissenswertes
- Ardistan ist der Titel, der nach einem Roman von Karl May benannt wurde. Außerdem ist es Dirk Schlömers (späterer Gitarrist) Lieblingslied von den Ton Steine Scherben.[1]
- Sternschnuppen sollte auf Wunsch von Hannes Eyber Minetti heißen, Autor Schoeneberg legte Veto ein.
- Angeblich spielt Lanrue im Song Mole Hill Rockers mit Tennisschlägern. Live hat er dies tatsächlich getan.

## Titelliste
1. Wo sind wir jetzt (Rio Reiser, R.P.S. Lanrue) – 3:26
2. Verboten (Reiser, Lanrue) – 2:20
3. Sternschnuppen (Misha Schoeneberg, Reiser) – 2:50
4. Regentag (Reiser, Kai Sichtermann) – 2:31
5. Laß uns 'n Wunder sein (Reiser, Lanrue) – 3:57
6. Mama war so (Reiser, Martin Paul) – 2:54
7. Tanz! (Reiser, Paul) – 2:53
8. Traum ohne Stern (Hannes Eyber, Reiser) – 2:05
9. La Reponse (Reiser, Lanrue) – 2:30
10. Mole Hill Rockers (Reiser, Lanrue) – 1:17
11. Hau ab (Reiser, Lanrue) – 3:15
12. Fieber (Reiser, Lanrue) – 3:34
13. Ardistan (Reiser, Lanrue) – 4:07
14. Bist Du's (Reiser, Lanrue) – 6:01

## Besetzung
- Rio Reiser – Gesang
- R.P.S. Lanrue – Gitarre
- Kai Sichtermann – Bass
- Funky K. Götzner – Schlagzeug, Percussion
- Martin Paul – Keyboard
- Jan Peter, Christian und Bent – Knabenchor in Fieber
- Hannes Eyber – Produzent
- Misha Schoeneberg – Produzent
- Claudia Roth – Produzentin
- Jon Caffery – Ton
- Renate Schlicht – Originalcover
- Inge Werth – Fotos